# Włodzimierz Bartczak
Włodzimierz Bartczak – polski plastyk, doktor habilitowany sztuk plastycznych, nauczyciel akademicki
Akademii Sztuk Pięknych w Warszawie oraz Wyższej Szkoły Ekologii i Zarządzania w Warszawie.

## Życiorys
W 2012 na podstawie oceny całokształtu dorobku na Wydziale Sztuki Mediów i Scenografii Akademii Sztuk Pięknych w Warszawie uzyskał stopień doktora habilitowanego sztuk plastycznych w dyscyplinie sztuki piękne. Został zatrudniony w Akademii Sztuk Pięknych w Warszawie oraz w Wydziale Architektury Wyższej Szkoły Ekologii i Zarządzania w Warszawie.